# Anderstjärnen (Edefors socken, Norrbotten)
Anderstjärnen är en sjö i Bodens kommun i Norrbotten och ingår i Alåns huvudavrinningsområde. Sjön avvattnas av Sjöån (källflöde till Alån).